# Armes
Armes ist eine französische Gemeinde mit 272 Einwohnern (Stand: 1. Januar 2022) im Département Nièvre in der Region Bourgogne-Franche-Comté. Sie gehört zum Arrondissement Clamecy und zum Kanton Clamecy.

## Geographie
Armes liegt etwa 35 Kilometer südlich von Auxerre. Die Yonne bildet die südwestliche Gemeindegrenze. Nachbargemeinden von Armes sind Clamecy im Westen und Norden, Lichères-sur-Yonne im Nordosten und Osten, Dornecy im Südosten sowie Chevroches im Süden.

## Bevölkerungsentwicklung
| Jahr                       | 1962 | 1968 | 1975 | 1982 | 1990 | 1999 | 2006 | 2019 |
| Einwohner                  | 315  | 307  | 325  | 293  | 244  | 279  | 287  | 283  |
| Quellen: Cassini und INSEE |      |      |      |      |      |      |      |      |

## Sehenswürdigkeiten
- Kirche Saint-Maurice aus dem 19. Jahrhundert
- Kapelle Saint-Lazare, Monument historique
- Schloss Les Terrasses aus dem 14. Jahrhundert

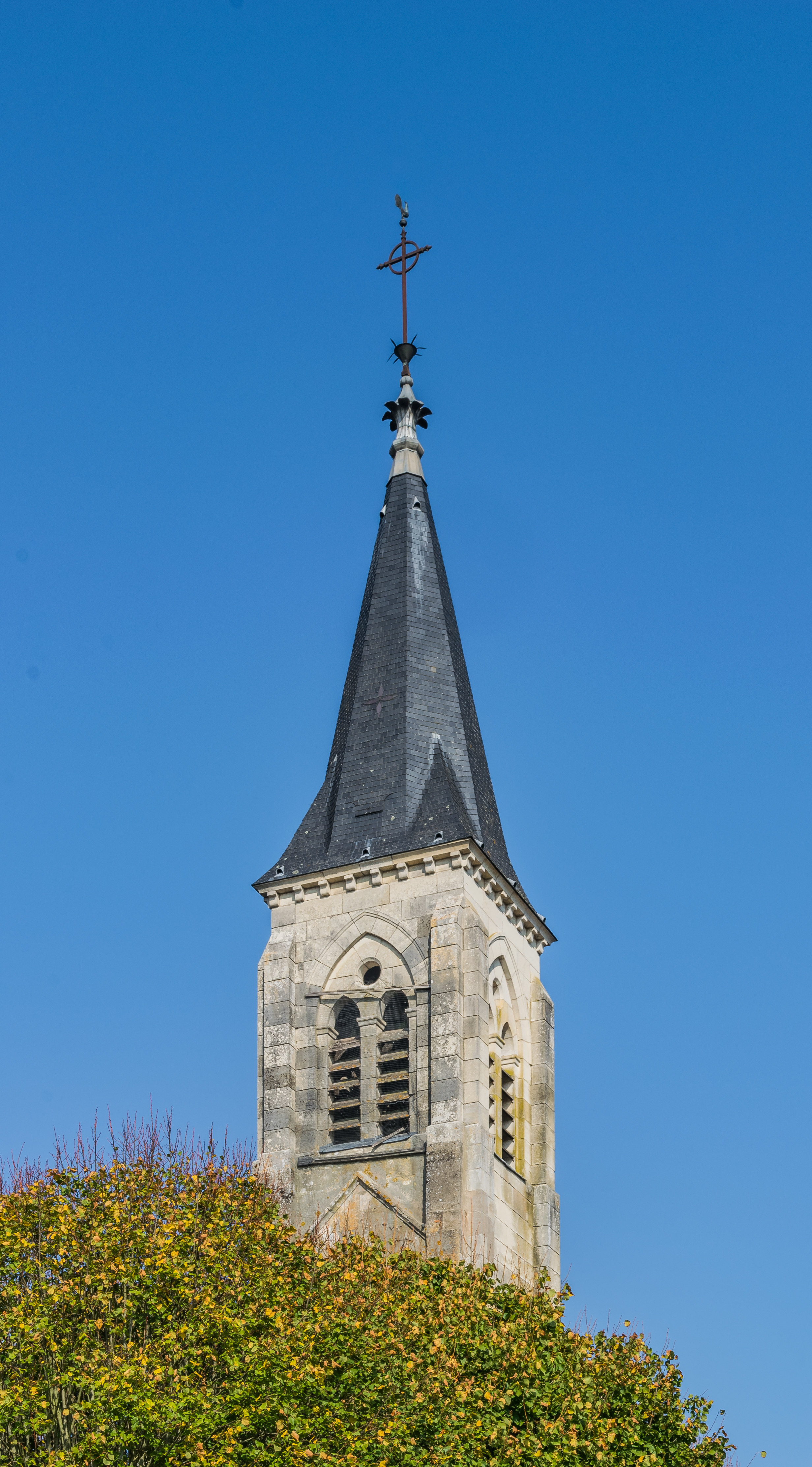
Kirche Saint-Maurice
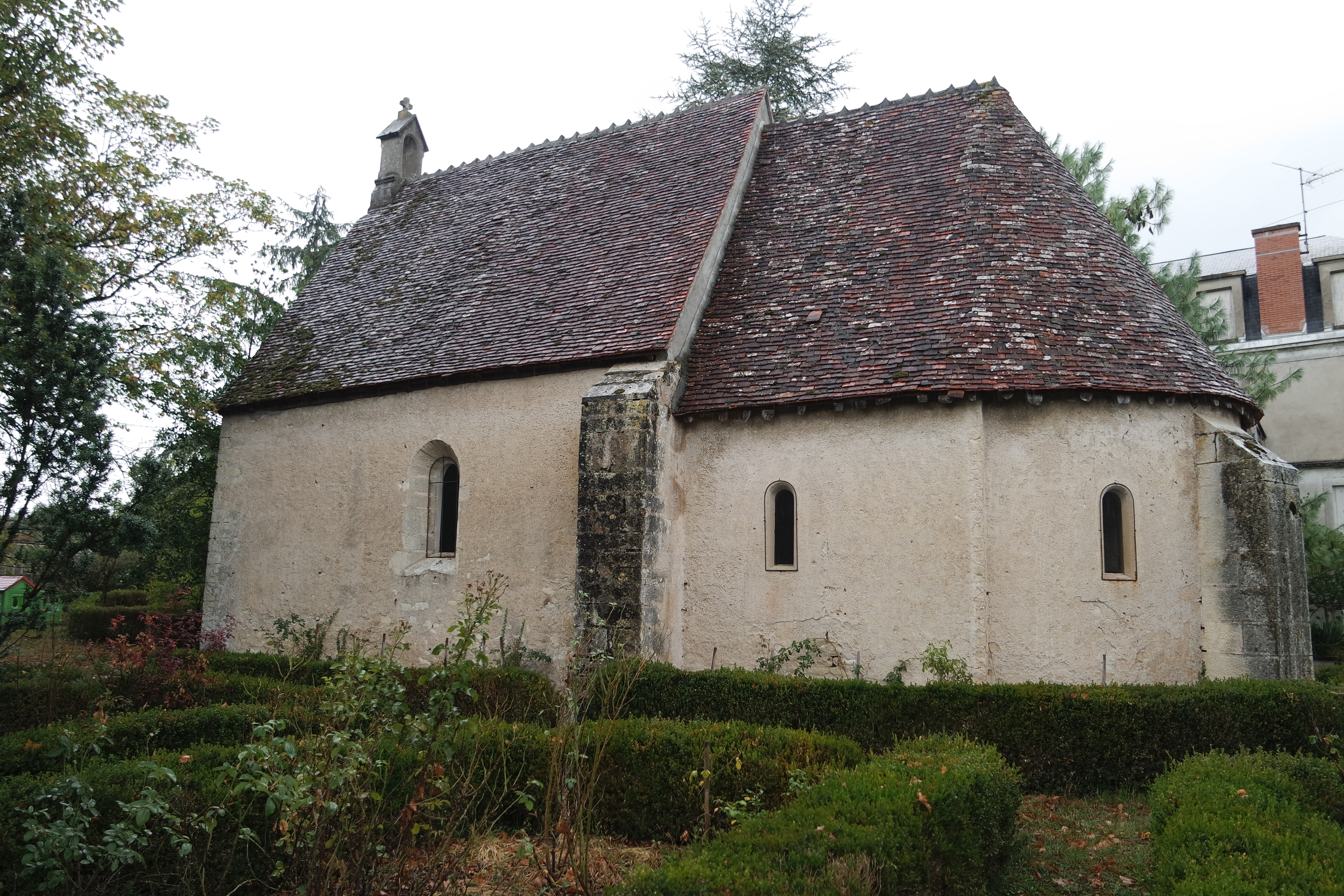
Kapelle Saint-Lazare
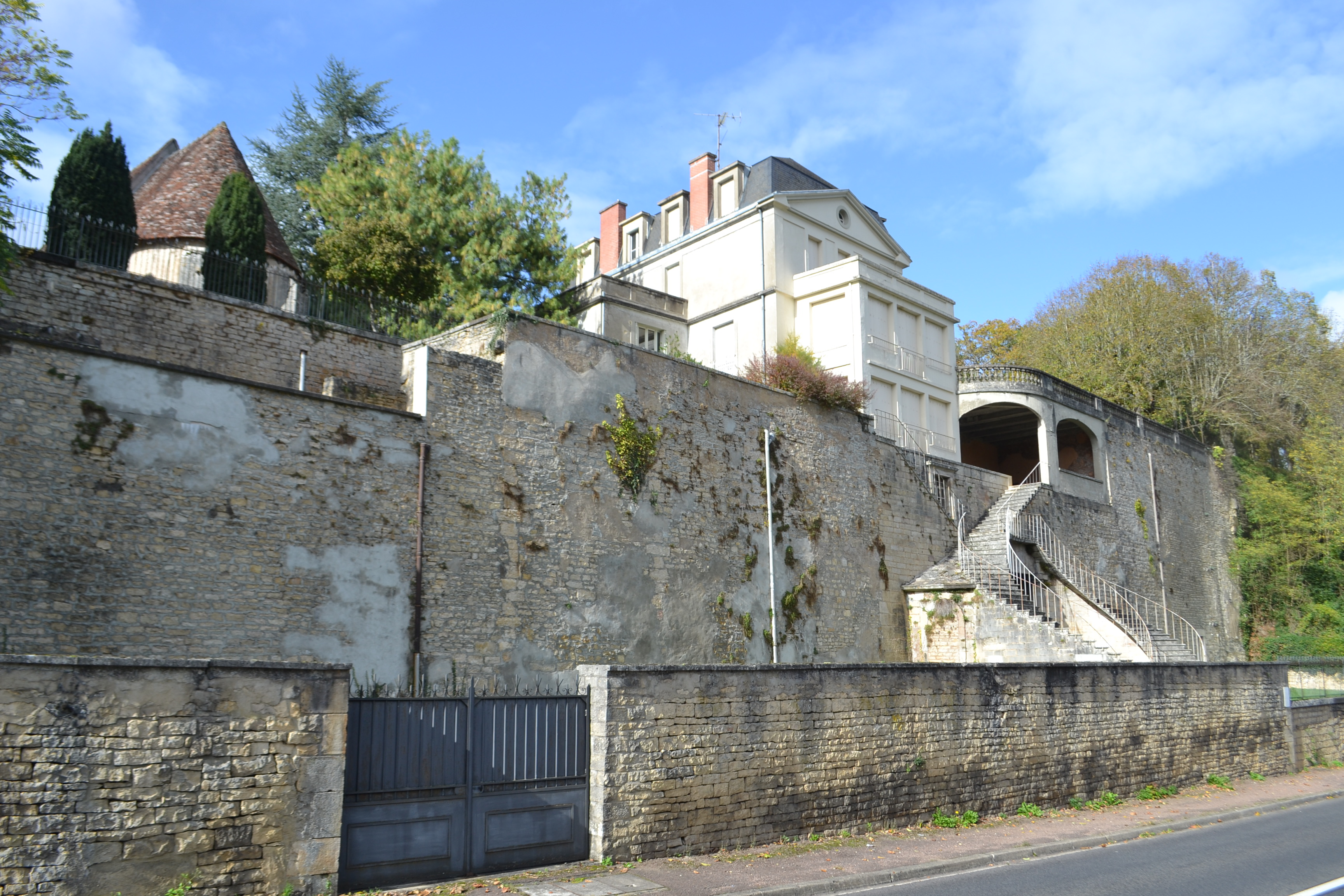
Schloss Les Terrasses

## Persönlichkeiten
- Vladimir Dimitrijević (1934–2011), serbischer Verleger und Schriftsteller, in Armes bei einem Verkehrsunfall getötet